# Leptychaster kerguelensis
Leptychaster kerguelensis är en sjöstjärneart som beskrevs av E.A. Smith 1876. Leptychaster kerguelensis ingår i släktet Leptychaster och familjen kamsjöstjärnor.
Artens utbredningsområde är Södra Ishavet.

## Underarter
Arten delas in i följande underarter:
- L. k. kerguelensis
- L. k. mendosus